# Неједнакост Минковског
У математичкој анализи, неједнакост Минковског утврђује да {\displaystyle L^{p}} простори задовољавају неједнакост троугла у дефиницији нормираних векторских простора. Неједнакост је названа по немачком математичару Херману Минковском.
Нека је {\textstyle S} простор са мером, нека је {\textstyle 1\leq p\leq \infty } и нека су {\textstyle f} и {\textstyle g} елементи {\textstyle L^{p}(S).} Тада је {\textstyle f+g} у {\textstyle L^{p}(S),} и имамо неједнакост троугла
{\displaystyle \|f+g\|_{p}\leq \|f\|_{p}+\|g\|_{p}}
са једнакошћу за {\textstyle 1<p<\infty } ако и само ако су {\textstyle f} и {\textstyle g} позитивно линеарно зависни; то јест, {\textstyle f=\lambda g} за неко {\textstyle \lambda \geq 0} или {\textstyle g=0.} Овде је норма дата са:
{\displaystyle \|f\|_{p}=\left(\int |f|^{p}d\mu \right)^{\frac {1}{p}}}
ако је {\textstyle p<\infty ,} или у случају {\textstyle p=\infty } есенцијалним супремумом
{\displaystyle \|f\|_{\infty }=\operatorname {ess\ sup} _{x\in S}|f(x)|.}
Неједнакост Минковског је неједнакост троугла у {\textstyle L^{p}(S).} У ствари, то је посебан случај општије чињенице
{\displaystyle \|f\|_{p}=\sup _{\|g\|_{q}=1}\int |fg|d\mu ,\qquad {\tfrac {1}{p}}+{\tfrac {1}{q}}=1}
где је лако видети да десна страна задовољава неједнакост троугла.
Као и Хелдерова неједнакост, неједнакост Минковског се може специјализовати за низове и векторе коришћењем мере пребројавања:
{\displaystyle {\biggl (}\sum _{k=1}^{n}|x_{k}+y_{k}|^{p}{\biggr )}^{1/p}\leq {\biggl (}\sum _{k=1}^{n}|x_{k}|^{p}{\biggr )}^{1/p}+{\biggl (}\sum _{k=1}^{n}|y_{k}|^{p}{\biggr )}^{1/p}}
за све реалне (или комплексне) бројеве {\textstyle x_{1},\dots ,x_{n},y_{1},\dots ,y_{n}} и где је {\textstyle n} кардиналност скупа {\textstyle S} (број елемената у {\textstyle S}).
У терминима вероватноће, за дати простор вероватноће {\displaystyle (\Omega ,{\mathcal {F}},\mathbb {P} ),} и где {\displaystyle \mathbb {E} } означава оператор очекивања, за сваку реалну или комплексно вредновану случајну променљиву {\displaystyle X} и {\displaystyle Y} на {\displaystyle \Omega ,} неједнакост Минковског гласи
{\displaystyle \left(\mathbb {E} [|X+Y|^{p}]\right)^{\frac {1}{p}}\leqslant \left(\mathbb {E} [|X|^{p}]\right)^{\frac {1}{p}}+\left(\mathbb {E} [|Y|^{p}]\right)^{\frac {1}{p}}.}

## Доказ

### Доказ помоћу Хелдерове неједнакости
Прво, доказујемо да {\textstyle f+g} има коначну {\textstyle p}-норму ако је имају и {\textstyle f} и {\textstyle g}, што следи из
{\displaystyle |f+g|^{p}\leq 2^{p-1}(|f|^{p}+|g|^{p}).}
Заиста, овде користимо чињеницу да је {\textstyle h(x)=|x|^{p}} конвексна функција над {\textstyle \mathbb {R} ^{+}} (за {\textstyle p>1}) и тако, по дефиницији конвексности,
{\displaystyle \left|{\tfrac {1}{2}}f+{\tfrac {1}{2}}g\right|^{p}\leq \left|{\tfrac {1}{2}}|f|+{\tfrac {1}{2}}|g|\right|^{p}\leq {\tfrac {1}{2}}|f|^{p}+{\tfrac {1}{2}}|g|^{p}.}
Ово значи да
{\displaystyle |f+g|^{p}\leq {\tfrac {1}{2}}|2f|^{p}+{\tfrac {1}{2}}|2g|^{p}=2^{p-1}|f|^{p}+2^{p-1}|g|^{p}.}
Сада можемо легитимно говорити о {\textstyle \|f+g\|_{p}}. Ако је нула, онда неједнакост Минковског важи. Сада претпостављамо да {\textstyle \|f+g\|_{p}} није нула. Користећи неједнакост троугла, а затим Хелдерову неједнакост, налазимо да
{\displaystyle {\begin{aligned}\|f+g\|_{p}^{p}&=\int |f+g|^{p}\,\mathrm {d} \mu \\&=\int |f+g|\cdot |f+g|^{p-1}\,\mathrm {d} \mu \\&\leq \int (|f|+|g|)|f+g|^{p-1}\,\mathrm {d} \mu \\&=\int |f||f+g|^{p-1}\,\mathrm {d} \mu +\int |g||f+g|^{p-1}\,\mathrm {d} \mu \\&\leq \left(\left(\int |f|^{p}\,\mathrm {d} \mu \right)^{\frac {1}{p}}+\left(\int |g|^{p}\,\mathrm {d} \mu \right)^{\frac {1}{p}}\right)\left(\int |f+g|^{(p-1)\left({\frac {p}{p-1}}\right)}\,\mathrm {d} \mu \right)^{1-{\frac {1}{p}}}&&{\text{ Хелдерова неједнакост}}\\&=\left(\|f\|_{p}+\|g\|_{p}\right){\frac {\|f+g\|_{p}^{p}}{\|f+g\|_{p}}}\end{aligned}}}
Добијамо неједнакост Минковског множењем обе стране са
{\displaystyle {\frac {\|f+g\|_{p}}{\|f+g\|_{p}^{p}}}.}

### Доказ директним аргументом конвексности
За дато {\displaystyle t\in (0,1)}, имамо, по конвексности (Јенсенова неједнакост), за свако {\displaystyle x\in S}
{\displaystyle |f(x)+g(x)|^{p}={\Bigl |}(1-t){\frac {f(x)}{1-t}}+t{\frac {g(x)}{t}}{\Bigr |}^{p}\leq (1-t){\Bigl |}{\frac {f(x)}{1-t}}{\Bigr |}^{p}+t{\Bigl |}{\frac {g(x)}{t}}{\Bigr |}^{p}={\frac {|f(x)|^{p}}{(1-t)^{p-1}}}+{\frac {|g(x)|^{p}}{t^{p-1}}}.}
Интеграцијом ово води до
{\displaystyle \int _{S}|f+g|^{p}\,\mathrm {d} \mu \leq {\frac {1}{(1-t)^{p-1}}}\int _{S}|f|^{p}\,\mathrm {d} \mu +{\frac {1}{t^{p-1}}}\int _{S}|g|^{p}\,\mathrm {d} \mu .}
Затим се узима
{\displaystyle t={\frac {\Vert g\Vert _{p}}{\Vert f\Vert _{p}+\Vert g\Vert _{p}}}}
да би се дошло до закључка.

## Интегрална неједнакост Минковског
Претпоставимо да су {\textstyle (S_{1},\mu _{1})} и {\textstyle (S_{2},\mu _{2})} два сигма-коначна простора са мером и да је {\textstyle F:S_{1}\times S_{2}\to \mathbb {R} } мерљива функција. Тада интегрална неједнакост Минковског гласи:
{\displaystyle \left[\int _{S_{2}}\left|\int _{S_{1}}F(x,y)\,\mu _{1}(\mathrm {d} x)\right|^{p}\mu _{2}(\mathrm {d} y)\right]^{\frac {1}{p}}~\leq ~\int _{S_{1}}\left(\int _{S_{2}}|F(x,y)|^{p}\,\mu _{2}(\mathrm {d} y)\right)^{\frac {1}{p}}\mu _{1}(\mathrm {d} x),\quad p\in [1,\infty )}
са очигледним модификацијама у случају {\textstyle p=\infty .} Ако је {\textstyle p>1,} и обе стране су коначне, онда једнакост важи само ако је {\textstyle |F(x,y)|=\varphi (x)\,\psi (y)} скоро свуда за неке ненегативне мерљиве функције {\textstyle \varphi } и {\textstyle \psi }.
Ако је {\textstyle \mu _{1}} мера пребројавања на двотачкастом скупу {\textstyle S_{1}=\{1,2\},} тада интегрална неједнакост Минковског даје уобичајену неједнакост Минковског као посебан случај: за {\textstyle f_{i}(y)=F(i,y)} за {\textstyle i=1,2,} интегрална неједнакост даје
{\displaystyle \|f_{1}+f_{2}\|_{p}=\left(\int _{S_{2}}\left|\int _{S_{1}}F(x,y)\,\mu _{1}(\mathrm {d} x)\right|^{p}\mu _{2}(\mathrm {d} y)\right)^{\frac {1}{p}}\leq \int _{S_{1}}\left(\int _{S_{2}}|F(x,y)|^{p}\,\mu _{2}(\mathrm {d} y)\right)^{\frac {1}{p}}\mu _{1}(\mathrm {d} x)=\|f_{1}\|_{p}+\|f_{2}\|_{p}.}
Ако је мерљива функција {\textstyle F:S_{1}\times S_{2}\to \mathbb {R} } ненегативна, онда за све {\textstyle 1\leq p\leq q\leq \infty ,}
{\displaystyle \left\|\left\|F(\,\cdot ,s_{2})\right\|_{L^{p}(S_{1},\mu _{1})}\right\|_{L^{q}(S_{2},\mu _{2})}~\leq ~\left\|\left\|F(s_{1},\cdot )\right\|_{L^{q}(S_{2},\mu _{2})}\right\|_{L^{p}(S_{1},\mu _{1})}\ .}
Ова нотација је генерализована на
{\displaystyle \|f\|_{p,q}=\left(\int _{\mathbb {R} ^{m}}\left[\int _{\mathbb {R} ^{n}}|f(x,y)|^{q}\mathrm {d} y\right]^{\frac {p}{q}}\mathrm {d} x\right)^{\frac {1}{p}}}
за {\textstyle f:\mathbb {R} ^{m+n}\to E,} са {\textstyle {\mathcal {L}}_{p,q}(\mathbb {R} ^{m+n},E)=\{f\in E^{\mathbb {R} ^{m+n}}:\|f\|_{p,q}<\infty \}.} Користећи ову нотацију, манипулација експонентима открива да, ако је {\textstyle p<q,} онда је {\textstyle \|f\|_{q,p}\leq \|f\|_{p,q}}.

## Обратна неједнакост
Када је {\textstyle p<1}, важи обратна неједнакост:
{\displaystyle \|f+g\|_{p}\geq \|f\|_{p}+\|g\|_{p}.}
Даље нам је потребно ограничење да су и {\textstyle f} и {\textstyle g} ненегативне, као што можемо видети из примера {\textstyle f=-1,g=1} и {\textstyle p=1}
{\textstyle \|f+g\|_{1}=0<2=\|f\|_{1}+\|g\|_{1}.}
Обратна неједнакост следи из истог аргумента као и стандардна неједнакост Минковског, али користи чињеницу да је и Хелдерова неједнакост такође обрнута у овом опсегу.
Користећи обрнуту неједнакост Минковског, можемо доказати да су степенске средине са {\textstyle p\leq 1,} као што су хармонијска средина и геометријска средина, конкавне.

## Генерализације на друге функције
Неједнакост Минковског се може генерализовати на друге функције {\textstyle \phi (x)} изван функције степена {\textstyle x^{p}}. Генерализована неједнакост има облик
{\displaystyle \phi ^{-1}\left(\textstyle \sum \limits _{i=1}^{n}\phi (x_{i}+y_{i})\right)\leq \phi ^{-1}\left(\textstyle \sum \limits _{i=1}^{n}\phi (x_{i})\right)+\phi ^{-1}\left(\textstyle \sum \limits _{i=1}^{n}\phi (y_{i})\right).}
Различите довољне услове за {\textstyle \phi } су пронашли Mulholland и други. На пример, за {\textstyle x\geq 0} један скуп довољних услова од Mulholland-а је
1. {\textstyle \phi (x)} је непрекидна и строго растућа са {\textstyle \phi (0)=0.}
2. {\textstyle \phi (x)} је конвексна функција од {\textstyle x.}
3. {\textstyle \log \phi (x)} је конвексна функција од {\textstyle \log(x).}